# 葛川 (埼玉県)
葛川（くずがわ）は、埼玉県坂戸市・毛呂山町を流れる荒川水系の一級河川。

## 概要
入間郡毛呂山町の毛呂山総合公園付近に源を発する。概ね北東方向に流れ、坂戸市の葛川水門付近で高麗川に合流する。西大久保地区（旧埼玉県立毛呂山高等学校付近）に高麗川に放流する流路延長0.91 kmの葛川放水路が2009年に設けられている。

## 橋梁
上流より
- 葛川一号橋
- 葛川橋梁（東武越生線）
- 葛川二号橋 - 埼玉平成高等学校前
- （埼玉県道114号川越越生線）
- かわせみ橋 - 葛川放水路が分岐する
- 名称不明
- 大成橋
- 木瓜田橋
- 北峰橋（埼玉県道39号川越坂戸毛呂山線）
- 前田橋
- 道信坊橋
- 新清水橋
- 坂戸入西大橋（埼玉県道39号川越坂戸毛呂山線バイパス）
- 清水橋
- 中丸橋
- 鶴巻橋（関越自動車道側道）
- 関越自動車道が交差
- 間近橋
- 新間近橋
- 前耕地一号橋
- 新葛川橋
- 名称不明
- 葛川水門

葛川放水路
- 山王橋
- おおくぼ橋
- （仮称）毛呂山町道6号橋[5]
- まま上橋 - 「葛川放水路竣工記念碑」が設立されている
- 新大久保橋
- 名称不明
- （仮称）毛呂山町道2号橋[5]
- 萱方橋

## 周辺
- 毛呂山総合公園
- 新しき村
- 埼玉平成中学校・高等学校
- 坂戸市立入西小学校
- 坂戸西スマートインターチェンジ
- にっさい花みず木
  - こはるか池
- 越辺川